# Leichtathletik-Halleneuropameisterschaften 2021/Teilnehmer (Dänemark)
| Gelbes Symbol für Goldmedaillen mit stilisierten Olympischen Ringen | Graues Symbol für Silbermedaillen mit stilisierten Olympischen Ringen | Braundes Symbol für Bronzemedaillen mit stilisierten Olympischen Ringen |
| ------------------------------------------------------------------- | --------------------------------------------------------------------- | ----------------------------------------------------------------------- |
| —                                                                   | —                                                                     | —                                                                       |

Aus Dänemark starteten vier Athletinnen und elf Athleten bei den Leichtathletik-Halleneuropameisterschaften 2021 in Toruń, die zwei Landesrekorde aufstellten.
Am 24. Februar 2021 gab der dänische Leichtathletikverband Dansk Atletik Forbund (DAF) das dänische Team bekannt, das mit 15 Athletinnen und Athleten die größte Nationalmannschaft seit gut einem Jahrzehnt darstellte. Mikkel Dahl-Jessen, auch für die 1500 Meter qualifiziert, startete über die 3000 Meter, und Mikael Johnsen, für die 3000 Meter qualifiziert, ging über die 1500 Meter an den Start. Die internationale Anforderung für die 1500- und 3000-Meter-Läufe erfüllt hatten auch Christoffer Frost-Jensen Johansen und William Devantier, da aber pro Disziplin nur drei Läufer zugelassen waren und drei dänische Sprinter in der nationalen Rangliste vor ihnen platziert waren, konnten sie nicht zur Hallen-EM fahren. Leer aus ging auch Axel Vang Christensen, der mit 7:59,30 min nur knapp die Norm von 8:00,00 min für die 3000 Meter erfüllt hatte.
Abwesend waren Andreas Bube (800 m), Kristoffer Hari (60 m), Janick Klausen (Hochsprung) und Sara Slott Petersen (400 m), die die Anforderungen ebenfalls erfüllt hatten, aber der Vorbereitung auf die kommende Freiluftsaison den Vorrang gaben.

## Ergebnisse

### Frauen

#### Laufdisziplinen
| Athletin                | Disziplin   | Vorlauf                | Vorlauf                | Halbfinale         | Halbfinale         | Finale             | Finale             |
| Athletin                | Disziplin   | Zeit                   | Platz                  | Zeit               | Platz              | Zeit               | Platz              |
| ----------------------- | ----------- | ---------------------- | ---------------------- | ------------------ | ------------------ | ------------------ | ------------------ |
| Astrid Glenner-Frandsen | 60 m        | 7,36 s                 | 20                     | 7,32 s             | 17                 | nicht qualifiziert | nicht qualifiziert |
| Mathilde Kramer         | 60 m        | DQ (Rote Karte CR18.5) | DQ (Rote Karte CR18.5) | nicht qualifiziert | nicht qualifiziert | nicht qualifiziert | nicht qualifiziert |
| Alberte Kjær Pedersen   | 3000 m      | 9:00,80 min            | 13                     | –––                | –––                | nicht qualifiziert | nicht qualifiziert |
| Mette Graversgaard      | 60 m Hürden | DNF                    | –                      | nicht qualifiziert | nicht qualifiziert | nicht qualifiziert | nicht qualifiziert |

### Männer

#### Laufdisziplinen
| Athlet                   | Disziplin   | Vorlauf        | Vorlauf | Halbfinale         | Halbfinale         | Finale             | Finale             |
| Athlet                   | Disziplin   | Zeit           | Platz   | Zeit               | Platz              | Zeit               | Platz              |
| ------------------------ | ----------- | -------------- | ------- | ------------------ | ------------------ | ------------------ | ------------------ |
| Simon Hansen             | 60 m        | 6,83 s         | 53      | nicht qualifiziert | nicht qualifiziert | nicht qualifiziert | nicht qualifiziert |
| Emil Mader Kjær          | 60 m        | 6,82 s         | 51      | nicht qualifiziert | nicht qualifiziert | nicht qualifiziert | nicht qualifiziert |
| Kojo Musah               | 60 m        | 6,65 s         | 5       | 6,63 s             | 8                  | 6,68 s             | 8                  |
| Gustav Lundholm Nielsen  | 400 m       | 47,65 s        | 31      | nicht qualifiziert | nicht qualifiziert | nicht qualifiziert | nicht qualifiziert |
| Kristian Uldbjerg Hansen | 1500 m      | 3:50,18 min    | 48      | –––                | –––                | nicht qualifiziert | nicht qualifiziert |
| Mikael Johnsen           | 1500 m      | 3:43,76 min    | 32      | –––                | –––                | nicht qualifiziert | nicht qualifiziert |
| Andreas Lindgreen        | 1500 m      | 3:41,25 min PB | 15      | –––                | –––                | nicht qualifiziert | nicht qualifiziert |
| Jakob Dybdal Abrahamsen  | 3000 m      | 8:08,04 min    | 28      | –––                | –––                | nicht qualifiziert | nicht qualifiziert |
| Mikkel Dahl-Jessen       | 3000 m      | 8:03,50 min    | 25      | –––                | –––                | nicht qualifiziert | nicht qualifiziert |
| Joel Ibler Lillesø       | 3000 m      | 7:56,30 min    | 19      | –––                | –––                | nicht qualifiziert | nicht qualifiziert |
| Andreas Martinsen        | 60 m Hürden | 7,85 s         | 23      | 7,87 s             | 21                 | nicht qualifiziert | nicht qualifiziert |